# Puente Margaritas
Puente Margaritas är en ort i Mexiko.   Den ligger i kommunen Pijijiapan och delstaten Chiapas, i den sydöstra delen av landet, 800 km sydost om huvudstaden Mexico City. Puente Margaritas ligger 67 meter över havet och antalet invånare är 271.
Terrängen runt Puente Margaritas är varierad. Runt Puente Margaritas är det ganska glesbefolkat, med 28 invånare per kvadratkilometer. Närmaste större samhälle är Pijijiapan, 19,2 km nordväst om Puente Margaritas. Trakten runt Puente Margaritas består till största delen av jordbruksmark.